# 조수희
조수희 (1974년 4월 27일 ~ )는 대한민국의 배우이자 요리사다. 1995년 MBC 24기 공채 탤런트로 데뷔하였다.

## 출연 작품
- 동기간 조덕순 역 (1996년 MBC)

## TV 프로그램
- 고향은 지금 MC
- 모닝와이드 리포터
- TV 동물농장 고정게스트

## 기타 사항
- 1995년 MBC탤런트 공채 24기 탤런트

## 학력
- 동국대학교 언론정보대학원 신문방송학 석사

## 수상
- 2015년 제12회 향토식문화대전 대상

## 경력
- 2014 서울호서전문학교 홍보대사